# Koro (Psychologie)
Koro (malaiisch, etymologisch strittig, vielleicht „schrumpfend“ oder „Schildkröte[nkopf]“) beschreibt eine hauptsächlich in Indonesien und Malaysia vorkommende psychische Störung. Sie besteht in der irrationalen Vorstellung, dass der eigene Penis schrumpfe oder sich in den eigenen Körper zurückziehe und man dadurch sterbe. Eine tatsächliche Penisretraktion, geschweige denn Todesgefahr liegt dabei nicht vor. In China wird diese Störung Suo yang (Mandarin) oder Shuk yang bzw. S[h]ook yong (Kantonesisch, „schrumpfender Penis“) genannt. In der westlichen Welt spricht man vom Syndrom der genitalen Retraktion (SGR) oder vom genital retraction syndrome. Da selbiges eine psychische Störung darstellt und meist als Angststörung aufgefasst wird, findet auch der präzisere Terminus genital-retraction anxiety disorder Verwendung.

## Symptomatik
Suo Yang kann mit Bezug auf die äußeren Schamlippen oder die weibliche Brust auch bei Frauen auftreten. In der Regel aber leiden Männer an der Störung. Die Betroffenen reagieren mit Todesangst und weisen hierfür typische Symptome wie Kälteschauer, Blässe, Schwitzen und Unruhe auf. Eine für Koro spezifische Angstreaktion ist das Festhalten oder Ziehen des Penis mit den Händen oder unter Zuhilfenahme spezieller Geräte.

## Kultureller Hintergrund
In China gehört zu den Ursachen des Syndroms die Vorstellung, dass das Gleichgewicht von Yin und Yang gestört ist, etwa infolge von als ungesund betrachteten sexuellen Handlungen wie z. B. Geschlechtsverkehr mit Prostituierten, Masturbation, Pollution, und dass diese Faktoren einen Verlust des Yang begünstigen, der das Schrumpfen des Penis nach sich zieht. In Indonesien hingegen tritt Koro ohne sexuelle Dimension auf. Zudem werden dort ausschließlich andere Männer damit beauftragt, die Genesung von der vermeintlichen Krankheit z. B. durch Massagen zu unterstützen, während bei Suo Yang Frauen bevorzugt werden.

## Nichtkulturgebundene Formen
Auch in westlichen Ländern treten SGR-artige Phänomene vereinzelt auf. Sie werden etwa als koro-like symptom (KLS) bezeichnet, sofern sich eine Einbettung in spezifische kulturelle Kontexte nicht nachweisen lässt. KLS-Phänomene stellen keine eigenständigen Syndrome dar, sondern sind als Symptome einer psychischen oder somatischen (etwa urologischen) Grunderkrankung aufzufassen oder auf die Wirkung psychotroper Substanzen zurückzuführen. Sie sind für gewöhnlich nicht mit Todesangst verbunden und es werden keine mechanischen Hilfsmittel verwendet, um die befürchtete Retraktion zu unterbinden.

## Epidemien
Gelegentlich tritt SGR als Massenphänomen auf, wie es beispielsweise 1967 in Singapur der Fall war. In der Presse wurde damals berichtet, das Fleisch von Schweinen, die gegen Schweinepest geimpft worden waren, löse beim Verzehr genitale Retraktion aus. Es kam nicht nur zum Einbruch des Schweinefleischabsatzes, sondern auch zu hunderten von SGR-Fällen. Der Singapore Medical Association und dem Gesundheitsministerium gelang es schließlich mithilfe der Presse, die Bevölkerung vom irrationalen Charakter der Panik zu überzeugen. Es wurden 469 Fälle dokumentiert.
Auch außerhalb des chinesischen Kulturkreises sind SGR-Epidemien untersucht worden, so 1976 in Thailand (2000 Fälle), 1982 in Indien und 1990 in Nigeria.

## Kategorisierung
Koro und Suo Yang zählen zu den kulturgebundenen Syndromen und sind somit Forschungsgegenstand beispielsweise der Ethnomedizin. In der ICD-10 ist Koro unter F48.8, „Sonstige neurotische Störungen“, eingeordnet. Das DSM-IV listet die kulturgebundene SGR-Form als typisches culture-bound syndrome. In der Wissenschaft wird das Syndrom zumeist als Angststörung angesehen, jedoch ist mitunter auch vorgeschlagen worden, es als somatoforme Störung, Wahn, Depersonalisation oder Zwangsstörung zu klassifizieren.